# Something Wild in the City
Mary Ann’s Thema voor Something Wild in the City is muziek gecomponeerd door Morton Feldman. Het werkje is geschreven als zijnde filmmuziek voor de film Something Wild uit 1961. Something Wild in de City was de werktitel van de film van Jack Garfein.
Garfein gaf in eerste instantie aan Morton Feldman de opdracht om de filmmuziek te componeren voor zijn film. Op zich is dat vreemd, want de muziek van Feldman leent zich qua karakter niet tot muziek bij commerciële films. De muziek moet het hebben van de stilte dan wel haast tergende rust, de muziek heeft geen doel maar houdt zichzelf in beweging. Toen Garfein de muziek hoorde, zocht hij snel zijn heil bij de wat meer gerenommeerde filmcomponist Aaron Copland. Garfein schijnt gezegd te hebben: Mijn vrouw wordt verkracht en jij komt met celestamuziek?

## Muziek
Feldman componeerde een wals voor hoorn, celesta en strijkkwartet. De muziek is loom, gespeeld in een langzaam tempo; iets wat in schril contrast staat tot de filmtitel. 

Feldman gebruikt de celesta echter voor een zeer sombere en sobere inleiding tot het geheel, de muziek wil haast niet vooruit. Er straalt een ongekende hopeloosheid uit de klanken van de celesta. Die klank staat recht tegenover het zachtmoedige karakter van het instrument. De muziek klinkt dan wel hopeloos, maar klinkt tegelijk troostend. 

De celesta verzorgt de inleiding. Na een aantal maten zet het strijkkwartet de definitieve wals in; ook hier klinkt het hopeloos en troostend tegelijk. Als laatste komt de hoorn aan bod; geen technische hoogstandjes met hoge tonen, maar een zeer droeve trage melodielijn; de cello plukt de één, viool en/of altviool strijken twee en drie. Na samenspel van hoorn en strijkers sluit een passage van opnieuw de celesta het werkje af.
De muziek is het best te vergelijken met een Gymnopédie van Erik Satie bewerkt door Dmitri Sjostakovitsj. Deze laatste componist wist uit de celesta eveneens beide stemmingen te halen.

## Bron en discografie
- Uitgave Kairos; Ensemble Recherche